# Алгасово
Алгасово — село в Моршанском районе Тамбовской области России. Административный центр Алгасовского сельсовета.

## География
Расположено на реке Вобша (верховье р. Серп), в 28 км к северу от Моршанска и в 106 км к северу от Тамбова.

## Население
| 2002 | 2010  |
| ---- | ----- |
| 2404 | ↘2243 |

Согласно результатам переписи 2002 года, в национальной структуре населения русские составляли 99 % от жителей.

## История
Село Алгасово, согласно церковной летописи начало заселяться в 1595 году, когда пришли на поселение в 1595 г. — 1 двор, в 1597 г. — 2 двора; в 1598 г. — 3 двора; в 1599 г. — 2 двора.
Также село Алгасово описано князем Василием Кропоткиным в 1676 г.. Мужское население села составляло 996 человек, домов было 272. В числе первых жителей и основателей села записаны Иван Глагазин, Фома Муханов, Лукьян Назаров и др.. В селе уже тогда были две церкви.
В конце XIX века в селе проживало более 10000 жителей. Помимо двух церквей здесь были лавки, школа, почта, аптека. Еженедельно проводились базары и ярмарки. В селе производились дуги и полозья.
C 1928 по 1959 годы село являлось центром Алгасовского района.

## Происхождения названия
Есть несколько вариантов происхождения названия села. В писцовых книгах 1674 года село имеет двойное название Ильинское-Алгасово. Считается, что село возникло на месте татарского поселения и, возможно, названо по имени двух людей — Али и Гасана. Некоторые утверждают, что село названо по имени промышлявшего в этих местах разбойника Алгаса. Но наиболее вероятная версия — от мордовского слова «алгакс» — низина.